# Meen
Der Meen, auch Mén, war ein Gewichtsmaß in Kairo. Das Maß war nur im Handel mit Schildpatt gebräuchlich.
- 1 Meen = 324 Drachmen (ägypt.= 3,178 Gramm) = 1029,67 Gramm